# Залау (Германия)

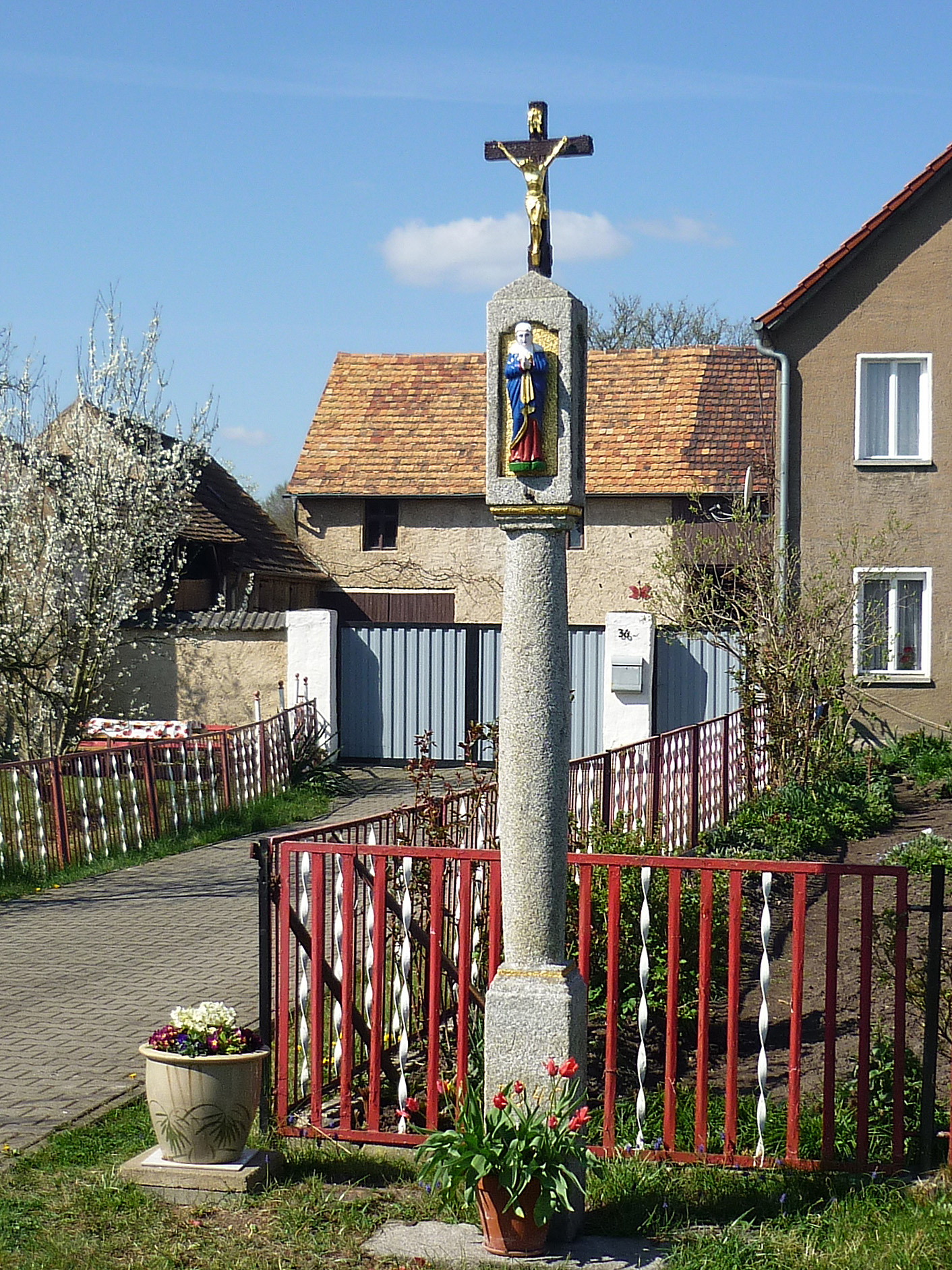

За́лау или Са́лов (нем. Saalau; в.-луж. Salowо файле) — сельский населённый пункт в статусе городского района Виттихенау, район Баутцен, федеральная земля Саксония, Германия.

## География
Находится на территории природного региона Пустоши и озёра Верхней Лужицы и исторической области Деланы примерно в двадцати пяти километрах северо-западнее Баутцена, трёх километрах юго-западнее Виттихенау и девяти километрах южнее Хойерсверды. На юге от деревни протекает река Шварце-Эльстер (серболужицкое наименование — Чорны-Гальштров). На северо-западе начинается обширный лесной массив, простирающийся на десять километров до города Лаута и деревни Шварцколльм (Чорны-Холмц, в городских границах Хойерсверды). Составной частью этого леса является биосферный заповедник «Дубрингер-Мор».
Через деревню с северо-востока на юго-запад проходит автомобильная дорога K9225 (Виттихенау — Золльшвиц).
Соседние населённые пункты: на севере — Виттихенау, на востоке — деревня Хоске (Гозк, в городских границах Виттихенау), на юго-востоке — деревня Коттен (Кочина, в городских границах Виттихенау), на юго-западе — деревня Золльшвиц (Сульшецы, в городских границах Виттихенау) и на западе — деревня Либегаст (Любхоздж) коммуны Ослинг.

## История
Впервые упоминается в 1291 году под наименованием «Zalowe». После Венского конгресса деревня перешла в 1815 году в состав Прусского королевства. Граница между Пруссией и Саксонией проходила в двух километрах от южнее деревни. Входила в округ Хойерсверда, который был образован в 1825 году. В 1994 году вошла в состав Виттихенау в статусе городского района. С 1996 по 2008 года находилась в районе Каменц, в 2008 году передана в район Баутцен.
В 1429 году деревня было сожжена гуситами. Залау вместе с соседней деревней Золльшвиц в средние века находилась в собственности женского монастыря Мариенштерн, который купил земельные угодья за 120 марок. С 1541 года в деревне ежегодно совершается Пасхальная кавалькада, первое упоминание о которой относится к 1490 году. Местные участники торжества присоединяются к группе наездников из деревни Ральбицы, которые двигаются в Виттихенау.
В настоящее время деревня входит в состав культурно-территориальной автономии «Лужицкая поселенческая область», на территории которой действуют законодательные акты земель Саксонии и Бранденбурга, содействующие сохранению лужицких языков и культуры лужичан.
Исторические немецкие наименования:
- Zalowe , 1291
- Czalow, 1374
- Salaw, 1436
- Sallaw, 1600
- Saalau, 1791

## Население
Официальным языком в населённом пункте, помимо немецкого, является также верхнелужицкий язык.
Согласно статистическому сочинению «Dodawki k statisticy a etnografiji łužickich Serbow» Арношта Муки в 1884 году в деревне проживало 129 жителей (все без исключения лужичане).
| 1825 | 1871 | 1885 | 1905 | 1925 | 1939 | 1946 | 2011 | 2016 |
| ---- | ---- | ---- | ---- | ---- | ---- | ---- | ---- | ---- |
| 98   | 123  | 128  | 139  | 144  | 136  | 155  | 193  | 174  |